# Metaxismo

Bandeira da Organização Nacional da Juventude (EON) durante o Regime de 4 de Agosto

Metaxismo (em grego:  Μεταξισμός)  é uma ideologia nacionalista autoritária associada com o ditador grego Ioannis Metaxas.  Reivindicava para a regeneração da nação grega e o estabelecimento de uma Grécia moderna, culturalmente homogênea.  O Metaxismo menosprezava o liberalismo e o individualismo como raízes da degeneração cultural. Os princípios do Metaxismo considerava que interesses individuais deveriam ser subordinados aos da nação e visava mobilizar o povo grego como uma massa disciplinada ao serviço da criação de uma "Nova Grécia". 
Metaxas declarou que o seu Regime de 4 de Agosto (1936-1941) representava uma "Terceira Civilização Grega", que estava comprometida com a criação de uma nação grega culturalmente purificada com base nas sociedades militaristas da antiga Macedônia e Esparta que consideravam constituir a "Primeira Civilização Grega"; e a ética cristã ortodoxa do Império Bizantino, que consideravam representar a "Segunda Civilização Grega". O regime de Metaxas afirmava que os gregos verdadeiros eram etnicamente gregos e cristãos, com a intenção de excluir deliberadamente os albaneses, eslavos e turcos residentes na Grécia de cidadania grega.
Embora o governo Metaxas e suas doutrinas oficiais são frequentemente descritas pelos adversários de esquerda como fascistas, academicamente, considera-se ter sido uma ditadura autoritária-conservadora convencional semelhante a de Francisco Franco na Espanha ou a de António Salazar de Portugal.  O governo metaxista deriva sua autoridade do establishment conservador e suas doutrinas apoiaram fortemente as instituições tradicionais, como a Igreja Ortodoxa Grega e a monarquia grega; essencialmente reacionárias, faltava-lhe as dimensões teóricas radicais de ideologias como o fascismo italiano e o nazismo alemão. 

## Legado
O controle social que foi estabelecido por Metaxas e as ideias passadas para os jovens, especialmente através da Organização Nacional da Juventude, teve uma influência significativa sobre a sociedade grega e no sistema político do pós-guerra. Alguns exemplos são a censura, que estaria em uso até a Metapolitefsi, e os elementos sobreviventes de um estado policial. As ideias do Regime de 4 de Agosto também seriam uma motivação extra para um grupo de oficiais de direita do exército que tomariam o poder em um golpe de Estado e conduziu à junta militar grega de 1967-1974. Hoje o único partido do parlamento grego, que diz seguir as ideias de Metaxas é o extremista de direita Aurora Dourada.